# 李通 (後漢末)
李 通（り つう、168年 - 209年）は、中国後漢末期の武将。曹操に仕えた。字は文達（ぶんたつ）。幼名に万億（『魏略』）。本貫は趙郡。先祖の潁川郡襄城県出身の李就（李膺の祖父の李脩の弟）は荊州江夏郡平春県に移り住んでいた。子に李緒・李基。孫（李緒の子）に李秉。曾孫（李秉の子）に李重・李嶷・李尚・李矩。玄孫に李式（李重の子）・李樊（李重の子で、李先の父）・李充（李矩の子）。『三国志』魏志「二李臧文呂許典二龐閻伝」に伝がある。

## 経歴
江・汝の地で侠気によって知られていた。同郡の陳恭と共に朗陵で挙兵し、周囲の信望を集めた。
周直という豪族が二千余家を集めて対立していたが、李通は陳恭が決断力を欠くことを知っていたので、周直の殺害を一人で計画し、宴席でこれを実行した。続いて陳恭を率いて周直の幹部を皆殺しにし、その軍勢を手に入れた。後に陳恭が妻の弟である陳郃に殺されて軍勢を奪われると、李通は陳郃を攻めて破り、首を斬って陳恭の墓に祭った。更に黄巾党の大物指導者の呉覇を降伏させ、その軍勢を手に入れた。このようにして、李通の軍勢は吸収を繰り返して大きくなった。
大飢饉が勃発すると、李通は自分の財産を傾け、部下と食料を分け合ったので、皆が李通の為に役立つことを争い、盗賊たちは近づこうとしなかった。
建安元年（196年）、李通は軍勢を引き連れて許昌に赴き、曹操の傘下となった。振威中郎将に任命され、汝南の西境に駐屯した。
建安3年（198年）、曹操が荀攸の進言を聞かずに張繡を攻撃した時、荀攸の予測通り劉表が張繡の援軍に来たので負け戦になった（「荀攸伝」）。この時、李通が夜間に援軍に来たので、曹操はまた戦うことができた。李通は先陣となって張繡軍を大破し、裨将軍に昇進して建功亭侯に封じられた。曹操は汝南郡を分割して陽安郡を設置し、李通を陽安都尉とした。
李通の妻の伯父が罪を犯し、陽安郡の朗陵県令である趙儼はこれを処刑しようとした。李通の妻子は号泣して助命を嘆願したが、李通は「今は曹公と力を合わせており、私情で公の道義を廃すことはできない」とし、処刑を容認した。李通は法を厳格に守った趙儼を讃え、共に親交を結んだ。
建安5年（200年）、官渡の戦いが起こると、袁紹は豫州諸郡に調略を仕掛けたが、陽安郡だけが動揺しなかった。この時、李通は急いで税を取り立てようとし、趙儼に窘められたことがあったという（「趙儼伝」）。
曹操陣営の南方を任されている李通は調略の的となり、袁紹は李通に使者を派遣して征南将軍に任じようとし、劉表もまた李通を味方にしようと誘ったが、李通は全て拒絶した。李通の親族や部下たちは「孤軍奮闘しておられますが援軍は無く、滅びを待つばかりです。早く袁紹に従うに越したことはありません」と涙を流したが、李通は剣を構えて「曹公は明哲で、きっと天下を定めるだろう。袁紹は強勢だが軍規が無く、結局は捕虜となるだけだ。私は死んでも裏切らない」と叱咤し、袁紹の使者を斬り、征南将軍の印綬を曹操に送った。更に汝南郡の瞿恭・江宮・沈成らを討伐し、全て撃破してその一党を滅ぼし、首を曹操に送った。ついに淮・汝の地を平定し、都亭侯に改封され、汝南太守に任命された。
張赤ら五千余家が桃山に巣食っていたが、これを攻めて破った。
建安14年（209年）、周瑜・劉備連合軍に包囲された江陵の曹仁を救出するため、李通は軍勢を率いて駆け付け、江陵の北道を絶ち切っていた関羽を手勢をもって攻撃した。李通は鹿角を通り下馬して包囲網に突入し、戦いながら前進して曹仁軍を迎え取り、その武勇は諸将の筆頭だった。撤退中に病気に罹り死去し、この時42歳だった。二百戸の所領を有していたが、二百戸を追贈された。
曹丕（文帝）は即位すると李通に剛侯と諡し、李通の忠心を回顧して讃え、爵位を継いでいた次男の李基を奉義中郎将とし、かつて樊城に駐屯していた長男の李緒を平虜中郎将とし、特別な恩寵とした。その子孫は晋でも栄達した。
かつて李通の妻は双子を流産した際に重病に陥ったが、華佗の適切な処方により助かったという（「華佗伝」）。

## 評価
陳寿は、州郡を守り威厳と恩恵を示した人物として、臧覇・文聘・呂虔と共に李通を称えている。
盧弼は『三国志集解』で、李通が任された淮・汝の地は、臧覇が任された青・徐の地、鍾繇が任された関中の地と並び、決して失うことのできない重要な地方だったと評価している。

## 三国志演義
小説『三国志演義』では、ほぼ名のみの登場である。最初に登場してから暫く姿を見せず、二度目の登場シーンである潼関の戦いで、馬超と一騎討ちを演じるも斬られる。